# Ida Williams
Ida Williams (fl. XIX-XX secolo) è stata un'attrice statunitense attiva nel cinema all'epoca del muto.
Adottò spesso, secondo l'uso anglosassone, il nome da sposata del marito, apparendo come Mrs. C. Jay Williams o Mrs. C.J. Williams.

## Biografia
Era sposata con il regista C.J. Williams (1858–1945). Attrice caratterista, fu una delle presenze più costanti del team di attori che, negli anni dieci, lavorarono per l'Edison Manufacturing Company, la casa di produzione fondata da Thomas Alva Edison. Nella sua carriera, che va dal 1911 al 1916, si contano oltre un'ottantina di pellicole, dove talvolta venne diretta dal marito.

## Filmografia
- It Served Her Right
- The Escaped Lunatic (1911)
- How the Telephone Came to Town
- The Troubles of A. Butler
- Stage-Struck Lizzie
- The New Editor (1912)
- The Commuter's Wife (1912)
- A Cowboy's Stratagem, regia di Bannister Merwin (1912)
- The Baby (1912)
- A Tenacious Solicitor, regia di C.J. Williams (1912)
- A Personal Affair, regia di C.J. Williams (1912)
- The Artist and the Brain Specialist, regia di C.J. Williams (1912)
- Eddie's Exploit  (1912)
- The Angel and the Stranded Troupe, regia di C.J. Williams (1912)
- How Father Accomplished His Work, regia di C.J. Williams (1912)
- Apple Pies (1912)
- How the Boys Fought the Indians (1912)
- The Artist's Joke (1912)
- Madame de Mode, regia di C.J. Williams (1912)
- Marjorie's Diamond Ring, regia di C.J. Williams (1912)
- The Stranger and the Taxicab, regia di C.J. Williams (1912)
- Annie Crawls Upstairs, regia di Charles J. Brabin (1912)
- A Christmas Accident, regia di Harold M. Shaw (1912)
- The Running Away of Doris

- All on Account of a Portrait, regia di C.J. Williams – cortometraggio (1913)
- As the Tooth Came Out, regia di C. Jay Williams – cortometraggio (1913)

- Why Girls Leave Home, regia di C. Jay Williams – cortometraggio (1913)
- His First Performance, regia di Charles H. France – cortometraggio (1913)
- Porgy's Bouquet, regia di C. Jay Williams – cortometraggio (1913)

- The Message of the Sun Dial, regia di Richard Ridgely – cortometraggio (1914)
- The Message of the Sun Dial, regia di Richard Ridgely – cortometraggio (1914)
- On the Lazy Line, regia di C. Jay Williams – cortometraggio (1914)
- A Story of Crime, regia di C. Jay Williams – cortometraggio (1914)
- The Beautiful Leading Lady, – cortometraggio  regia di C. Jay Williams (1914)
- The Sultan and the Roller Skates, regia di C.J. Williams – cortometraggio (1914)
- A Lady of Spirits, regia di C.J. Williams – cortometraggio (1914)
- When the Men Left Town, regia di C.J. Williams – cortometraggio (1914)
- The Basket Habit, regia di C. Jay Williams – cortometraggio (1914)
- The Revengeful Servant Girl, regia di C.J. Williams – cortometraggio (1914)
- All for a Tooth, regia di C. Jay Williams – cortometraggio (1914)
- Post No Bills, regia di C.J. Williams – cortometraggio (1914)